# Tulipa saxatilis
Tulipa saxatilis là một loài thực vật có hoa trong họ Liliaceae. Loài này được Sieber ex Spreng. miêu tả khoa học đầu tiên năm 1825.